# ハロルド・J・ティンパーリ
ハロルド・J・ティンパーリ（Harold John Timperley、中国表記:田伯烈、1898年 - 1954年）は、オーストラリア・バンバリー出身のジャーナリスト。中国国民党国際宣伝処の顧問を務めた。

## 略歴
西オーストラリア州バンバリー生まれ、のちパースに移った。1914年、18歳のときデイリー・テレグラフ紙のレポーターとなったが、同年、第一次世界大戦に徴兵される。1919年に帰国後、記者に戻り、1921年に香港の新聞社に勤務するために中国に渡る。後に北平（北京、1924-1936年）に移りクリスチャン・サイエンス・モニター、AP、ロイター通信社北京支局記者など様々な新聞の特派員となった。1928年からマンチェスター・ガーディアン紙特派員。1934年からはASIA誌顧問編集者。1936年5月頃、上海に事務所を移し、1年間マンチェスター・ガーディアン紙の専従特派員となるが、1937年5月にAP特派員として南京へ移動した。

### 南京から上海へ移住
1937年8月28日、鉄道部の広報誌『The Quaterly Review of Chinese Railway』の編集をしていたエリザベス・J・チェインバースと南京の英国大使館で結婚した。9月初めに上海に移りフランス租界のアパートに居を構えた。第二次上海事変に際し、上海国際赤十字の副主席で難民委員会委員長であったフランス人神父ジャキノに協力して南市安全区設置を実現、この安全区は外国人のみならず現地中国市民の保護に貢献し、南京における安全区設置の範ともなった。先にジャキノの提案に中国側が同意、ティンパーリからジャーナリスト仲間である松本重治へ働きかけにより松本が日高参事官に話をしたところ、松井陸軍最高司令官とジャキノ、ティンパーリの会見につながり、日中間で安全区の設置に至ったとされる。

#### 南京事件
1937年12月13日の南京陥落時とその後の日本軍占領時に起こったといわれる南京事件に際して、1938年1月16日付電報で「長江（揚子江）デルタで市民30万人以上が虐殺された」と記載した。この電報は、日本人検閲官によりに差し止められた。

#### 『WHAT WAR MEANS』の出版とフィッチの渡米
ティンパーリは南京城内の安全区委員会のメンバーであったジョージ・アシュモア・フィッチ、マイナー・シール・ベイツからの報告や安全区委員会文書、その他各地の日本軍の暴行に関する報告や記事などをまとめ、『What War Means: The Japanese Terror in China（戦争とは何か-中国における日本の暴虐）』を編集する。
なお、出版にあたって、南京安全区国際委員会委員であり金陵大学（現：南京大学）教授であったマイナー・シール・ベイツへの書簡（1938年2月4日付）においてティンパーリは次のように書いている。
| ジョージ・フィッチが持参したマギー（南京安全区国際委員会委員ジョン・マギー）のすばらしいフィルムを一見してから、妙案を考えています。ジョージに直ちにアメリカに帰ってもらい、ワシントンで国務省の役人や上院議員などにこの話をするよう進言しました。効果はてきめんだと思うのです。中国人への同情が喚起されて、（中略）ハル国務長官からは会見を申し込まれるだろうし、（ルーズベルト）大統領とも会う事になるかもしれません。（中略）行くとすれば早いほうが望ましいので、飛行機になると思います。資金の手配はしているところです。 |

まもなくフィッチは渡米し、政府関係者と面会し、以後7ヶ月ものあいだ全米各地で講演会を開いた。北村稔はティンパーリがフリーランスの記者であるため厳しい生活をしていたのではないかと言う者がいたことを元に、フィッチの米国行きの飛行機代や米国での講演活動の資金源は国民党ではないかと考えている。
ティンパーリは、1938年4月初めに上海からロンドンに向い、7月にヴィクター・ゴランツ書店から『What War Means: The Japanese Terror in China』を刊行した。ヴィクター・ゴランツはイギリスのSF･ファンタジー･ミステリーを主体とする出版社の経営者で、彼自身は社会主義者であった一方で当時のソ連のフィンランド侵攻を批判するなど硬骨漢であることで知られたイギリスの代表的な左翼知識人であった。ティンパーリの『WHAT WAR MEANS』はレフト・ブッククラブ（LEFT BOOK CLUB,左翼叢書）という叢書のひとつとして刊行された。同叢書からはエドガー・スノー『中国の赤い星』やアグネス・スメドレー『中国は抵抗する』なども刊行されている。また『WHAT WAR MEANS』は刊行と同時に中国語訳も出版された（由楊明訳『外人目睹中之日軍暴行』漢口民国出版社、1938年7月）。刊行後、ティンパーリは米国を旅行した後、マンチェスター・ガーディアン紙やASIA誌を辞し、1939年3月頃、重慶に入った。
1939年（4月?）から1943年3月まで、ティンパーリは中国国民党の中央宣伝部顧問となる。その後、1943年から1945年まで、連合国(のInformation Officeに勤務。

### 第二次世界大戦後
第二次世界大戦後国連の様々な機関の役職についた。1946年、前年に開設されたばかりのUNRRAの上海事務所に勤務した。
北村稔は、ティンパーリが南京軍事法廷や極東国際軍事裁判に参考人として出廷しなかった理由について、ティンパーリが情報工作者であったためではないかとの見方を示した。なお『WHAT WAR MEANS』の前言に出てくる「善良な日本人」は親交のあった同盟通信松本重治、上海日本総領事日高信六郎、上海派遣軍報道部宇都宮直賢であったという。
インドネシアとオランダの紛争が深刻化すると、その仲介のために国連安全保障理事会は、インドネシアに対する仲裁委員会を設置した。ティンパーリは事務方責任者として会議に参加。1948年10月に任期を終えた後は、パリの国際連合教育科学文化機関事務所に勤務した。1950年、仲裁委員会を通してインドネシアに信頼されていたティンパーリは国際連合教育科学文化機関を辞して、インドネシア外務省の技術的な指導をするためにジャカルタへ渡るが、1951年、熱帯病に冒され、イギリスへ渡る。その後まもなくして、英国クエーカーへ入会。1952年に、ヴィクター・ゴランツの呼び掛けによる「貧困への戦い」という団体が設立された際には、ティンパーリはその指導者となった。
1954年11月25日、滞在先のベッドで意識不明のところを発見され、ウェスト・サセックスクックフィールドの病院に救急車で搬送されたが、翌26日に死去。56歳。

## 国民党中央宣伝部との関わり
従来、ティンパーリの書籍『WHAT WAR MEANS』は第三者的なジャーナリストによるものとして認識され、「客観的な資料」として扱われてきた。この『WHAT WAR MEANS』の出版や日本軍の残虐行為の告発活動を通して、国民党との関わりが生じ、ティンパーリは1939年以降マンチェスター・ガーディアン紙を辞して正式に国民党に雇われたものとみなされていた。しかし、同じ1939年に(既に?)国民党中央宣伝部の下部組織である国際宣伝処英国支部（ロンドン）の「責任者」として宣伝工作活動を行っていたとする史料や、逆にティンパーリは左翼思想の持ち主でイギリス共産党をはじめとする当時の国際的な共産主義運動に関与していたとされる説等が、近年出されている。
北村は、王凌霄『中国国民党新聞政策之研究（1928-1945）』（1996年）および国際宣伝処処長曽虚白の回想記に「ティンパーリーとスマイスに宣伝刊行物の二冊の本を書いてもらった」と記されていることから、国際宣伝処が関与していた可能性を示唆している。
1988年に台湾で出版された『曾虚白自伝（上）』の記述は以下のようになっている。
| ティンパーリーは都合のよい事に、我々が上海で抗日国際宣伝を展開していた時に上海の『抗戦委員会』に参加していた三人の重要人物のうちの一人であった。オーストラリア人である。〔中略〕直接に会って全てを相談した。我々は秘密裏に長時間の協議を行い、国際宣伝処の初期の海外宣伝網計画を決定した。〔中略〕我々は手始めに、金を使ってティンパーリー本人とティンパーリー経由でスマイスに依頼して、日本軍の南京大虐殺の目撃記録として二冊の本を書いてもらい、印刷して発行することを決定した。〔中略〕二つの書物は〔中略〕宣伝の目的を達した。 |

ちなみに、曾虚白自身はこの自伝の中で上記二冊の本について信頼性を保つ為にも内容は真実であることを旨としたと述べている。
また、中国社会科学院が1981年に編集した『近代来華外国人名辞典』には、ティンパーリについて「1937年盧溝橋事件後、国民党により欧米に派遣され宣伝工作に従事、続いて国民党中央宣伝部顧問に就任した」と記されているが、北村は、同人名辞典の編集をした孫瑞芹が1937年当時にはロイター通信社北京支局に携わっていて、ティンパーリを個人的に知っていたと主張している。
鈴木明は『近代来華外国人名辞典』の記述を根拠に、ティンパーリが中華民国政府顧問の秘密宣伝員であると主張している。
東中野修道は、日本軍が南京を占領した1937年12月以後約3年間の中国国民党の宣伝工作を記録した「国民党中央宣伝部国際宣伝処工作概要」という1941年に作成された文書中の「対敵宣伝本の編集製作」の部分に『外国人目睹之日軍暴行』（"What War Means"の中国名）は同機関が編集印刷した対敵宣伝書籍と明記されているとして、ティンパーリの著作は中国国民党の宣伝書籍であるとする鈴木や北村の見方は確実なものだと主張している。
これに対して、必ずしも、ティンパーリの著作は中国国民党の宣伝書籍であるとすることは正しくないという反論が以下のとおり、存在する。
渡辺久志は、曽虚白はティンパーリが日本軍占領下の南京にいたとする誤りを前提として語っていることなどを指摘、この証言には問題があるとし、北村説を批判している。また、渡辺は豪州在住のティンパーリ家の親族の協力を受けてティンパーリ関係の原資料を調査して確認したところ、ティンパーリが国民党中央宣伝部顧問に就任したのはマンチェスター・ガーディアンの特派員を辞めた1939年であり、『WHAT WAR MEANS』出版時には国民党中央宣伝部顧問ではないと主張している。
また、井上久士は「中央宣伝部国際宣伝処二十七年度工作報告」には「われわれはティンパリー本人および彼を通じてスマイスの書いた二冊の日本軍の南京大虐殺目撃実録を買い取り、印刷出版した」とあり、曽虚白の回想記の「二冊の本を書いてもらった」という記述は誤りと主張している。実際にスマイスの書いた本は、南京の安全区委員会の後を引き継いだ国際救済委員会(委員長：ベイツ)の依頼に基づいて、南京の復興と救済計画の基礎とする為に実際に調査が行われ纏められたもので、その事はベイツ自身の手による本の前書きにも書かれ、公表時から関係者には広く知られていた。おそらく曽虚白は本について其の存在を知ってはいても、その報告が纏められた経緯については知らなかったものと考えられる。
笠原十九司は渡辺と井上の論文に依拠しながら、「曽虚白の自伝は、自画自賛的で信憑性がない」と主張し、国際宣伝処がティンパレーから翻訳権を買い取り、中国語版10万部を出版するために資金を出したことを、曽虚白は「自分がティンパレーに書かせたかのように誇張した」と主張している。さらに笠原は北村の研究に対して、その最大の「トリック」は、ティンパレーが国民党の宣伝工作員でないときに執筆した「戦争とは何か」を、国民党のスパイとして書いたかのように思わせようとした点であると主張し、また北村は「裁判における起訴状と判決書の区別もできずに、裁判官がティンパレーの本から引用して判決文を書いたとするなど、裁判のイロハがわかっていない」と主張した。
産経新聞によれば、米コーネル大に1９37年国民政府の元財政部長、宋子文(有名な大銀行家であり、当時は政府から退いていた)からテインパーリが月額1000ドルを受け取ることで合意したとされる史料があったとされ、産経新聞自体はティンパーリがこの当時から国民党側の宣伝の為に活動していた可能性があると考えているようであるが、これは上海での南市安全区の活動の為の寄付であった可能性も高い。ティンパーリとジャキノの活動により実現した上海での南市安全区には、日本側からは当時の松井石根陸軍最高司令官と長谷川海軍最高司令からもそれぞれ1万円ずつの寄付が行われている。また、ティルマン・ダーディンは、当時のティンパーリについてフリーランスの記者としてどちらかといえば厳しい生活をしていたと考えている。

## 著作
- What War Means: The Japanese Terror in China, London, Victor Gollancz Ltd,1938. (レフト・ブック・クラブ版と一般向版の2種がある)
- The Japanese Terror in China, New York, Modern Age Books, 1938.
- Japan: A World Problem, New York, The John Day Company, 1942.
- Australia and the Australians, New York, Oxford University Press, 1942
- Some Contrast Between China and Japan in The Light of History /10 page leaflet, London, The China Society, publication date unknown.
- The War on Want /5 page leaflet, London, Gledhill & Ballinger Ltd., 1953

What War Means翻訳書：
- 中国語訳
  - 由楊明訳『外人目睹中之日軍暴行』漢口民国出版社、1938年7月
  - 田伯烈編著、杨明译『外国人目睹中的日军暴行』国民出版社　1938年。郭沫若序文。(天津人民出版社 1992）
- 日本語訳
  - 訳者不明『外国人の見た日本軍の暴行』(中国語訳からの重訳、1938年、復刻版：竜渓書舎, 1972.評伝社, 1982) 国民党顧問の鹿地亘と青山和夫の共産主義者の序文がついている[36]。
  - 洞富雄編『日中戦争史資料 9』河出書房新社、1973年(昭和48年)
- フランス語訳＝MM.l'Abbe Gripekoven et M.Harfort, "Ce Que Signifie la Guerre", Belgioue,1940(推定),Amities Chinoises